# クロード・マクレイヴン
クロード・コイ "マック" マクレイヴン（Claude Coy "Mac" McRaven、1918年2月23日 - 2007年5月13日）は、アメリカ合衆国の軍人で、第二次世界大戦において戦闘機パイロットとして従軍して空軍大佐まで上った。学生時代にはアメリカンフットボール選手として活躍し、短期間ながらプロ選手として1939年にナショナル・フットボール・リーグ（NFL）、1940年にアメリカン・フットボール・リーグでプレーした。アメリカ海軍大将でアメリカ特殊作戦軍司令官を務めたウィリアム・マクレイヴンは息子である。
 

## 前半生
クロード・マクレイヴンは1918年2月23日にイリノイ州イーストセントルイスで父クロードと母エイダ・マリーの間に生まれた。少年時代はミズーリ州ポーテイジヴィルで過ごし、高校生のときには陸上競技、野球、バスケットボール、アメリカンフットボールで才能を示し、州選手権のポータージュビル陸上競技チームにも選ばれた。

## 大学スポーツ
高校卒業後、1935年に奨学金を得てケンタッキー州マレーのマレー州立教育大学（現在のマレー州立大学）に進学し、1939年まで学んだ。大学在学中にはアメリカンフットボール、バスケットボール、ソフトボール、陸上競技で活躍し、特にアメリカンフットボールと陸上競技では新記録を打ち立てたことから、学内新聞で「三拍子揃った選手」（triple-threater）と呼ばれていた。あだ名のひとつに「バレットビル」（Bullet Bill）があり、時にこれを縮めてビルと呼ばれることもあった。親友からは「マック」（Mac）と呼ばれていた。
アメリカンフットボール選手としては、右オフェンシブガード、ハーフバック（3年次にケンタッキー州学生選手権での準優勝に貢献）、ディフェンス（モアヘッド州立大学戦で77ヤードのインターセプト・リターン・タッチダウンを達成）など、さまざまなポジションで活躍した。キックオフ・リターン・タッチダウンも2回決めている（3年次にテネシー工科大学戦で102ヤード、4年次にミドルテネシー州立大学戦で93ヤード）。1937-1938年シーズンに達成したタッチダウン6回は、チーム歴代3位の記録である。この活躍により、1975年にマレー州立大学レーサーズのチーム殿堂入りを果たしている。
この他、初めて結成されたマレー州立大学陸上競技チームのメンバー13人のうちの1人でもあり、短距離走と棒高跳びで活躍した。

## プロ入り
マクレイヴンは、最初にビッグリーグと契約したマレー州立大学出身選手の一人であり、1939年2月27日に学内新聞で「クロード "バレットビル" マクレイヴンがナショナル・フットボール・リーグのクリーブランド・ラムズとの契約にサインした」と報じられた。
1939年シーズンでは、マクレイヴンは背番号22を着けてウィングバックとディフェンシブバックでプレーした。7試合中3試合で先発出場し、平均4.1ヤードのキャリー7つを決めて29ヤードを獲得したほか、2回のパスキャッチにより14ヤードを獲得した。1940年シーズンは、NFLのセントルイス・ガンナーズの他、新たに設立されたアメリカン・フットボール・リーグのシンシナティ・ベンガルズにも所属した。ベンガルズでは背番号54番を着けてハーフバックでプレーし、4試合中3試合で先発出場してタッチダウンを1回決めている。

## 軍務
第二次世界大戦が勃発すると、マクレイヴンは1942年1月9日にアメリカ陸軍航空隊に入隊した。テキサス州サンアントニオのブルックス陸軍航空隊基地で飛行訓練を受けた後、イギリスに進出していた第31追撃群に配属され、スーパーマリン スピットファイアに搭乗して爆撃機の支援任務に携わった。北アフリカ、シチリア島、イタリアにも転戦し、任務を通じて殊勲飛行十字章のほかエア・メダル（幾度も受章し最終的には柏葉が12枚付いた）とヨーロッパ従軍記章4つを受けた。
1967年10月31日に空軍大佐でアメリカ空軍を退役した。

## 私生活
テキサス州ヴィクトリアに駐在しているときにブラインドデートで当時40歳だったアンナ・エリザベス・ロングと出会い、のちに結婚。娘マリアンナ、ナンと息子ウィリアムを儲けた。ウィリアムは父同様に軍人となり、大学卒業後にアメリカ海軍に入隊した。Navy SEALs隊員となって特殊作戦畑を歩み、海軍大将まで上り詰めてアメリカ特殊作戦軍司令官を務めた後2014年に退役している。